# Fabian Barbiero
Fabian Giuseppe Barbiero (ur. 2 maja 1984 w Adelaide) – australijski piłkarz występujący na pozycji pomocnika. Zawodnik klubu Adelaide United.

## Kariera klubowa
Barbiero seniorską karierę rozpoczął w 2002 roku w zespole South Adelaide Panthers. Spędził tam 4 lata. Następnie w latach 2006-2007 występował w North Eastern MetroStars. W 2007 roku trafił do Adelaide United z A-League. Zadebiutował tam 23 listopada 2007 roku w przegranym 1:2 pojedynku z Newcastle United Jets. 9 stycznia 2009 roku w wygranym 2:0 spotkaniu z Newcastle United Jets strzelił pierwszego gola w A-League. W 2009 roku wywalczył z klubem wicemistrzostwo A-League.

## Kariera reprezentacyjna
W reprezentacji Australii Barbiero zadebiutował 5 marca 2009 roku w przegranym 0:1 meczu eliminacji Pucharu Azji 2011 z Kuwejtem.